# Pseudicius siticulosus
Pseudicius siticulosus là một loài nhện trong họ Salticidae.
Loài này thuộc chi Pseudicius. Pseudicius siticulosus được Elizabeth Maria Gifford Peckham & George William Peckham miêu tả năm 1909.